# Серезин, Бен
Бен Се́резин (англ. Ben Seresin; род. 3 ноября 1962, Новая Зеландия) — новозеландский кинооператор.

## Биография
Родился 3 ноября 1962 года в Новой Зеландии. С 1981 года начал работать на съёмках фильмов, выступая в качестве помощника оператора. Его первые работы в качестве основного кинооператора были для телевидения. В полнометражном кино дебютировал на съёмках фильма 1997 года «Банда Джеймса». Работал оператором во второй бригаде на съёмках фильмов «Лара Крофт: Расхитительница гробниц» и «Терминатор 3: Восстание машин». В 2010 году получил номинацию на премию «Спутник» за лучшую операторскую работу в фильме «Неуправляемый».
Член Британского и Американского общества кинооператоров. Сводный брат кинооператора Майкла Серезина.

## Фильмография
- 2023 — Мать / The Mother (реж. Ники Каро)
- 2020 — Годзилла против Конга / Godzilla vs. Kong (реж. Адам Вингард)
- 2020 — Поступь хаоса / Chaos Walking (реж. Даг Лайман)
- 2017 — Мумия / The Mummy (реж. Алекс Куртцман)
- 2013 — Война миров Z / World War Z (реж. Марк Форстер)
- 2013 — Кровью и потом: Анаболики / Pain & Gain (реж. Майкл Бэй)
- 2013 — Город порока / Broken City (реж. Аллен Хьюз)
- 2010 — Неуправляемый / Unstoppable (реж. Тони Скотт)
- 2009 — Трансформеры: Месть падших / Transformers: Revenge of the Fallen (реж. Майкл Бэй)
- 2007 — Пропавшие / Gone (реж. Ринган Ледвидж)
- 2004 — Хорошая женщина / A Good Woman (реж. Майк Баркер)
- 2000 — Чужая игра / Circus (реж. Роб Уолкер)